# Heliophanus apiatus
Heliophanus apiatus là một loài nhện trong họ Salticidae.
Loài này thuộc chi Heliophanus. Heliophanus apiatus được Eugène Simon miêu tả năm 1868.

## Hình ảnh

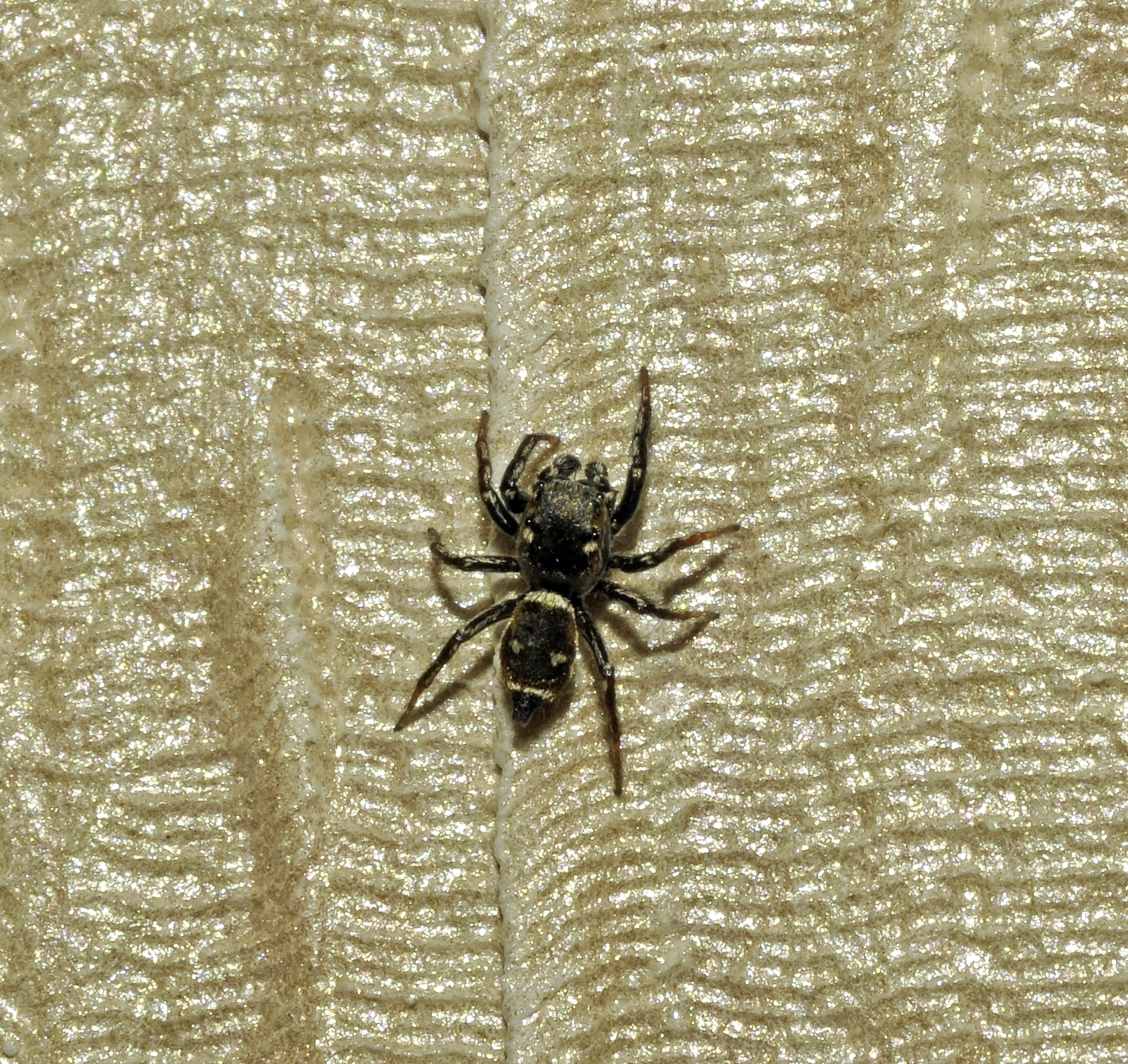